# چینی کهن
چینی کهن (چینی ساده‌شده: 上古汉语، چینی سنتی: 上古漢語، پین‌یین: Shànggǔ hànyǔ) یا چینی کهنه، کهن‌ترین مرحله تأیید شدهٔ زبان چینی و نیای تمامی گونه‌های چینی است. نخستین نمونه‌های مکتوب چینی، کتبیه‌های مذهبی جیا گو ون مربوط به حدود ۱۲۵۰ سال پیش از میلاد در اواخر حکومت دودمان شانگ هستند. در دورهٔ دودمان ژو این زبان با خط برنز نوشته می‌شد و در اواخر آن، ادبیات چینی به اوج و شکوفایی رسید و آثاری همچون منتخبات کنفوسیوس نوشته شد که منجر به پدید آمدن چینی کلاسیک شد. این زبان تا اوایل قرن بیستم به عنوان زبان معیار نوشتاری باقی مانده بود و بنابراین واژگان و دستور زبان اواخر چینی کهن را حفظ کرده بود.